# Андре Юнебел
Андре Юнебел (на френски: André Hunebelle) е френски кинорежисьор. 

## Биография
Юнебел е бил издател на френски вестник, по време на Втората световна война той не е имал работа, когато Марсел Ахард го открива за киното. Той режисира първия си филм „Crazy Crazy“ през 1948 година. Следващите му три филма са филмова поредица от френски филмов ноар.
През 1960 г. Юнебел работи с Жан Маре, за да направи няколко успешни филма включително и трилогията за Фантомас.

## Избрана филмография
| Година | Филм                        | Оригинално заглавие           | Бележки |
| ------ | --------------------------- | ----------------------------- | ------- |
| 1959   | Гърбушкото                  | Le Bossu                      |         |
| 1960   | Капитанът                   | Le Capitan                    |         |
| 1962   | Парижките потайности        | Les Mystères de Paris         |         |
| 1964   | Фантомас                    | Fantômas                      |         |
| 1965   | Фантомас се развихря        | Fantômas se déchaîne          |         |
| 1967   | Фантомас срещу Скотланд Ярд | Fantômas contre Scotland Yard |         |
| 1968   | Под знака на Монте Кристо   | Sous le signe de Monte-Cristo |         |